# 京町 (瀬戸市)
京町（きょうまち）は、愛知県瀬戸市道泉連区の町名。現行行政地名は京町1丁目と2丁目。

## 地理
- 瀬戸市の中央部に位置する[8]。西を追分町・西十三塚町、北を東十三塚町・滝之湯町、東を元町、南を陶原町と隣接している[8]。
- 古くからの商業地域で、京町商店街を形成する[8]。

### 河川
- 瀬戸川[8] ： 町の南端、陶原町との町境を西流している。
- 陣屋川（瀬戸川支流） ： 町の西端、西十三塚町・追分町との町境を南流し、町の南西端で瀬戸川に注ぎ込んでいる。

- 瀬戸川（京町・陶原町境）
- 陣屋川（京町・西十三塚町境）
- 陣屋川と瀬戸川の合流点[注釈 2]

### 学区
市立小・中学校に通う場合、学区は以下の通りとなる。また、公立高等学校普通科に通う場合の学区は以下の通りとなる。
| 町丁・丁目 | 番・番地等 | 小学校                 | 中学校                 | 高等学校 |
| ---------- | ---------- | ---------------------- | ---------------------- | -------- |
| 京町1丁目  | 全域       | 瀬戸市立にじの丘小学校 | 瀬戸市立にじの丘中学校 | 尾張学区 |
| 京町2丁目  | 全域       | 瀬戸市立にじの丘小学校 | 瀬戸市立にじの丘中学校 | 尾張学区 |

## 歴史

### 町名の由来
旧・瀬戸町の西端にあたるこの地を、名古屋の出入り口として、瀬戸の玄関として賑やかになりたいという思いをこめて名付けられたといわれる。

### 沿革
- 1942年（昭和17年）1月9日 - 瀬戸市大字瀬戸字十三塚・山脇の各一部[注釈 3]により、同市京町として成立[2]。

## 世帯数と人口
2025年（令和7年）2月1日現在の世帯数と人口は以下の通りである。
| 町丁      | 世帯数  | 人口  |
| --------- | ------- | ----- |
| 京町1丁目 | 18世帯  | 35人  |
| 京町2丁目 | 109世帯 | 179人 |
| 計        | 127世帯 | 214人 |

### 人口の変遷
国勢調査による人口の推移
| 1995年（平成7年）  | 380人 | [ 12 ] |  |
| 2000年（平成12年） | 323人 | [ 13 ] |  |
| 2005年（平成17年） | 281人 | [ 14 ] |  |
| 2010年（平成22年） | 272人 | [ 15 ] |  |
| 2015年（平成27年） | 225人 | [ 16 ] |  |
| 2020年（令和2年）  | 229人 | [ 17 ] |  |

### 世帯数の変遷
国勢調査による世帯数の推移。
| 1995年（平成7年）  | 153世帯 | [ 12 ] |  |
| 2000年（平成12年） | 145世帯 | [ 13 ] |  |
| 2005年（平成17年） | 133世帯 | [ 14 ] |  |
| 2010年（平成22年） | 137世帯 | [ 15 ] |  |
| 2015年（平成27年） | 119世帯 | [ 16 ] |  |
| 2020年（令和2年）  | 120世帯 | [ 17 ] |  |

## 交通

### 鉄道
名鉄瀬戸線 ： 町の北端の町境を東西に走っている。最寄り駅は尾張瀬戸駅・瀬戸市役所前駅。
- 名鉄瀬戸線（京町・東十三塚町境）

### バス
名鉄バス「しなの線（瀬戸北線）」
- 【1】【1H】【2】【2H】新瀬戸駅 - 瀬戸駅前 - 古瀬戸 - しなのバスセンター - 上品野 系統

名鉄バス「東山線」
- 【16H】【17H】新瀬戸駅 - 瀬戸駅前 - 菱野団地（循環） - 瀬戸駅前 - 新瀬戸駅 系統

以上、2路線6系統共通 ： 瀬戸京町バス停
- 瀬戸京町バス停

### 道路
国道155号 ： 町の中央部を東西に貫くように通っている。

## 施設
- 金光教瀬戸教会 ： 1915年（大正4年）6月3日布教開始。教会長は畔柳俊雄[18]。

- 金光教瀬戸教会

## その他

### 日本郵便
- 郵便番号 : 489-0804[6]（集配局：瀬戸郵便局[19]）。